# Kindelbrück
Kindelbrück è un comune con status di Landgemeinde della Turingia, in Germania. Conta 3 966 abitanti.
Appartiene al circondario di Sömmerda ed è amministrato dalla Verwaltungsgsmeinschaft Kindelbrück.

## Storia
Il 1º gennaio 2019 vennero aggregati alla città di Kindelbrück i comuni di Bilzingsleben, Frömmstedt e Kannawurf; in seguito a ciò la città di Kindelbrück assunse lo status di Landgemeinde.